# Hans eneste Datter
Hans eneste Datter er en amerikansk stumfilm fra 1919 af Walter Edwards.

## Medvirkende
- Marguerite Clark som Mary Healey
- Kathlyn Williams som Mrs. Jaffrey
- Wallace MacDonald som Henry Martin
- Aggie Herring som Mrs. Healy
- Charles Clary som Hugh Le Baron